# كيس تقيؤ

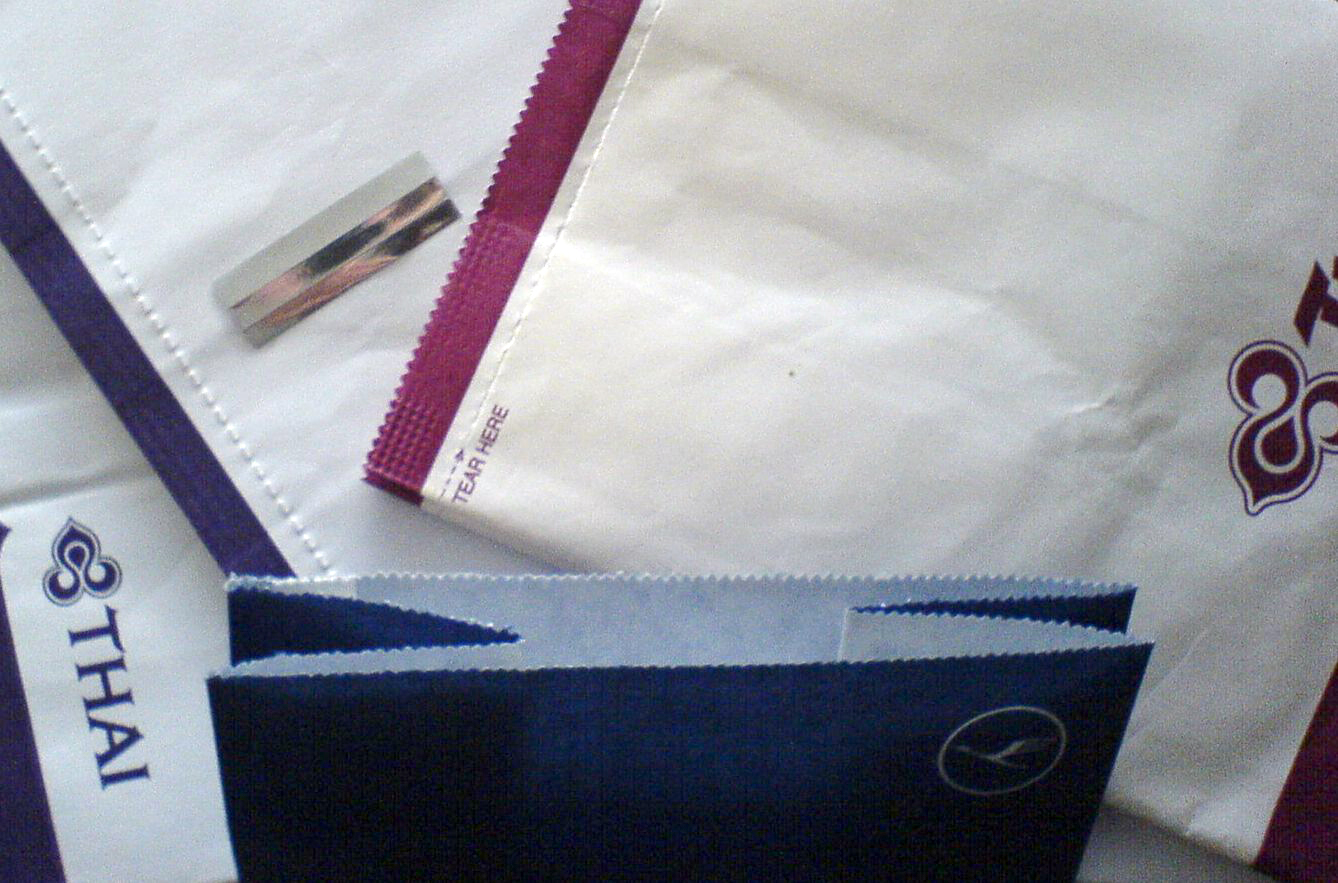
أكياس تقيؤ غير مستخدمة من الخطوط الجوية الدولية التايلاندية ولوفتهانزا. لاحظ وجود قطعة معدنية تستخدم لإغلاق الكيس بعد الاستعمال.

كيس التقيؤ (يسمى كذلك كيس الدوار أو كيس الغثيان) هو كيس صغير يتم توفيره عادة للمسافرين عن متن طائرة أو قارب لاستخدامه لجمع القئ في حال حدوث غثيان أو تقيؤ. كما توفر شركات تشغيل القطارات والعبّارات هذه الأكياس للمسافرين. السيدات الحوامل اللواتي يعانين من غثيان صباحي والمسافرون الذين يعانون دوار الحركة غالباً من يحملون هذه الأكياس في حقائبهم.
اخترعت أكياس التقيؤ الهوائية البلاستيكية المبطنة من قبل المخترع غليمور شيلدال لصالح خطوط نورث ويست الجوية عام 1949.
قبل ذلك، كان الأكياس تصنع من الورق المغطى بالشمع أو الكرتون. الأكياس الحديثة تصنع من الورق البلاستيكي المبطن، حيث تكون نسبة البلاستيك هي العظمى.